# Joseph Proudman
Joseph Proudman CBE, FRS (Unsworth, Lancashire, 30 de dezembro de 1888 — 26 de junho de 1975) foi um ilustre matemático e oceanógrafo britânico de renome internacional. Seus estudos teóricos sobre as marés oceânicas não só "resolveram praticamente todos os problemas de maré remanescentes que são solúveis no quadro da hidrodinâmica clássica e da matemática analítica", mas basearam um serviço de previsão de maré (desenvolvido com A. T. Doodson) de grande importância internacional.